# In the End
"In the End" är en singel av nu-metal-bandet Linkin Park. Det är den åttonde låten på deras debutalbum Hybrid Theory. Låttexten handlar huvudsakligen om en persons misslyckande. Den anses symbolisera slutet på ett förhållande.
Singeln är den fjärde Hybrid Theory och är den sista låten som Linkin Park släppte under året 2001. När den hade släppts kom den i allmänhet på plats top 10 på singellistor runt om i världen.

## Musikvideo
Musikvideon spelades in under flera tillfällen på Ozzfest, 2001, och regisserades av Nathan "Karma" Cox tillsammans med bandets DJ Joe Hahn (de två har även regisserat musikvideon till "Papercut"). Även om bakgrunden till videon spelades in i en öken i Kalifornien, spelade bandet in scenerna där de var med i en filmstudio, mestadels framför en greenscreen. När de spelade in i studion sprutade de ner vatten genom vattenrör i taket, som användes som regn i videon.
Musikvideon utspelar sig i en fantasimiljö och det användes väldigt mycket datoranimering i videon. Bandet spelar på ett gigantisk torn som har en staty som ska föreställa en bevingad soldat på toppen. Statyn liknar den soldaten som är på framsidan av Hybrid Theory albumet.
När Mike Shinoda rappar i videon så utspelar det sig i ett ökenområde där det finns taggiga vinrankor som skjuter ut ur marken, som då slingrar sig runt honom och splittras sedan till damm (första versen) sedan så växer det upp gräs och plantor runt omkring honom (andra versen). Samtidigt som Mike rappar verserna så står Chester Bennington högst upp på tornet och sjunger/skriker vissa meningar. Mot slutet av videon så blir himlen mörk och det börjar att regna och bandet spelar i regnet till slutet av låten, då det slutar att regna och kameran zoomar ut från statyn och visar det landskap där Mike rappade som nu är täckt med gräs och andra växter. Under regnet så börjar statyerna på tornet att röra på sig.
Videon regisserades av Nathan "Karma" Cox och Linkin Parks Joe Hahn (som även har regisserat videorna för "Pts.Of.Athrty", "Papercut", "What I've Done", "Bleed It Out", "Shadow of the Day", och "Leave Out All the Rest)". Videon producerades av Patrick Tatopoulos. Den vann priset "Best Rock Video" vid MTV Awards 2001.